# Choiseul, Haute-Marne
Choiseul är en kommun i departementet Haute-Marne i regionen Grand Est (tidigare regionen Champagne-Ardenne) i nordöstra Frankrike. Kommunen ligger i kantonen Clefmont som tillhör arrondissementet Chaumont. År 2022 hade Choiseul 78 invånare.

## Befolkningsutveckling
Antalet invånare i kommunen Choiseul
| Referens: INSEE |